# Адміністративний поділ Гватемали
Територія Гватемали ділиться на 22 департаментів (в дужках, столиця департаменту):

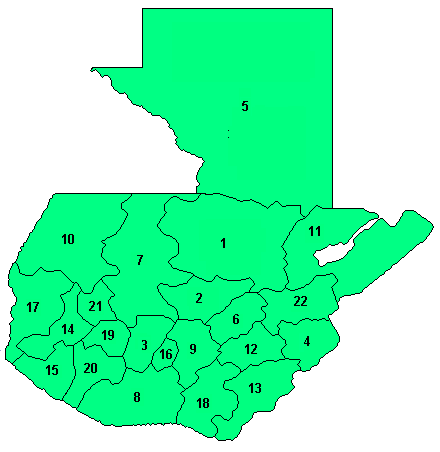
Департаменти Гватемали

1. Альта-Верапас (Кобан)
2. Баха-Верапас (Салама)
3. Чимальтенанго (Чимальтенанго)
4. Чикімула (Чикімула)
5. Петен (Флорес)
6. Ель-Прогресо (Ґуастатоя)
7. Кіче (Санта-Круз-дель-Кіче)
8. Ескуїнтла (Ескуїнтла)
9. Гватемала (Гватемала)
10. Уеуетенанго (Уеуетенанго)
11. Ісабаль (Пуерто-Барріос)

1. Халапа (Халапа)
2. Хутьяпа (Хутьяпа)
3. Кесальтенанго (Кесальтенанго)
4. Реталулеу (Реталулеу)
5. Сакатепекес (Антигуа-Гватемала)
6. Сан-Маркос (Сан-Маркос)
7. Санта-Роса (Куїлапа)
8. Солола (Солола)
9. Сучитепекес (Мазатенанґо)
10. Тотонікапан (Тотонікапан)
11. Сакапа (Сакапа)